# فريدريك أوغدن
فريدريك أوغدن (بالإنجليزية: Frederick Ogden)‏ هو سياسي بريطاني، ولد في 11 مايو 1871، وتوفي في 24 أبريل 1933. حزبياً، نشط في الحزب الليبرالي. في الانتخابات العمومية البريطانية في يناير 1910 ‏، انتخب عضو برلمان المملكة المتحدة الـ29 عن دائرة Pudsey ‏ (15 يناير 1910 – 28 نوفمبر 1910) وفي الانتخابات العمومية البريطانية في ديسمبر 1910 ‏، انتخب عضو برلمان المملكة المتحدة الـ30 عن دائرة Pudsey ‏ (3 ديسمبر 1910 – 25 نوفمبر 1918).